# Bronzespiegel mit Lasa, Aivas und Hamphiare

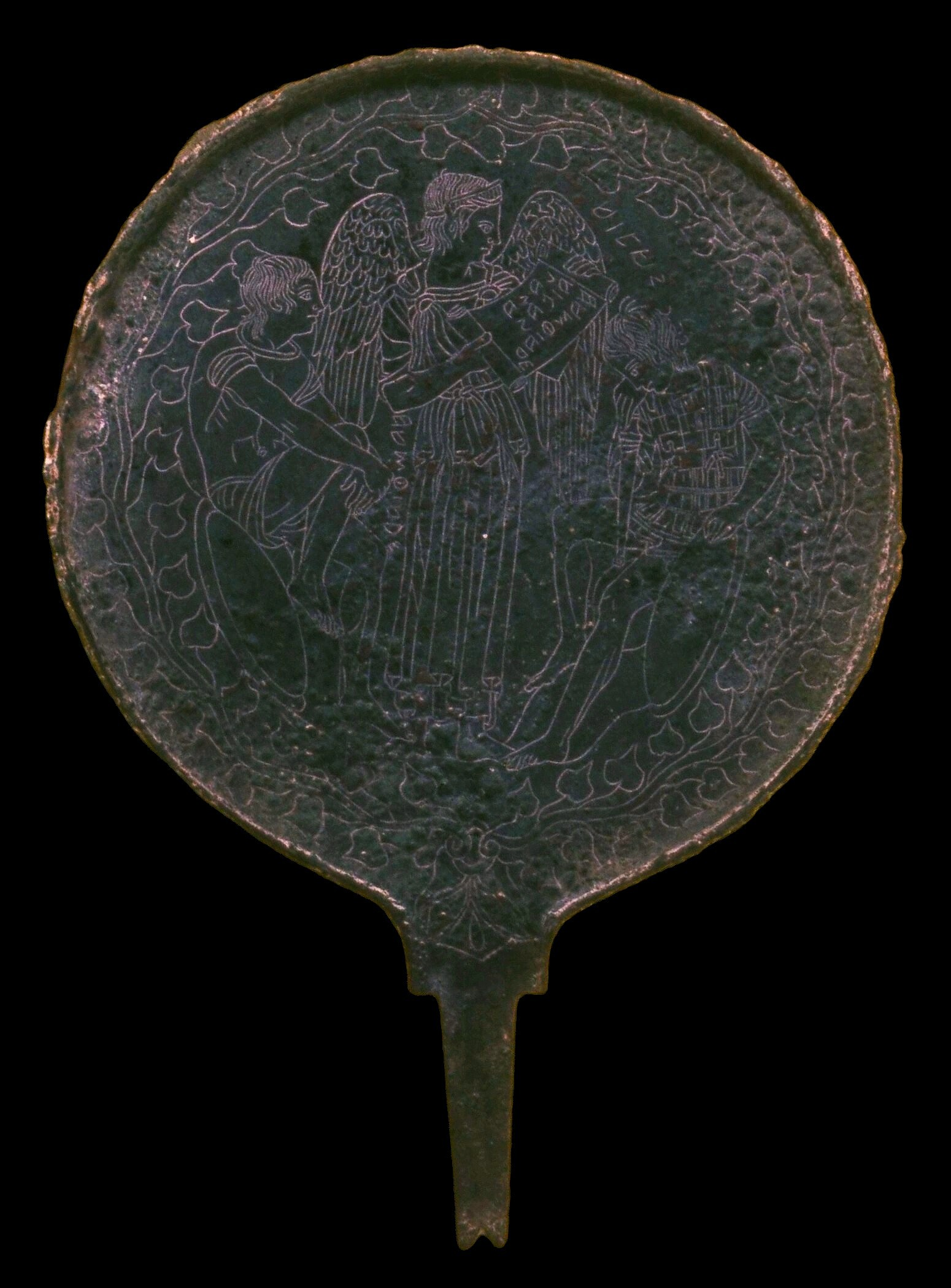
Bronzespiegel mit Lasa, Aivas und Hamphiare, London, British Museum 1847,0909.4

Der Bronzespiegel mit Lasa, Aivas und Hamphiare ist ein etruskisches Artefakt aus dem 4. Jahrhundert v. Chr., das heute im Britischen Museum in London aufbewahrt wird. Die Gravur auf der Rückseite des Spiegels zeigt neben einer Schicksalsgöttin auch zwei legendäre Gestalten aus der griechischen Mythologie.

## Beschreibung

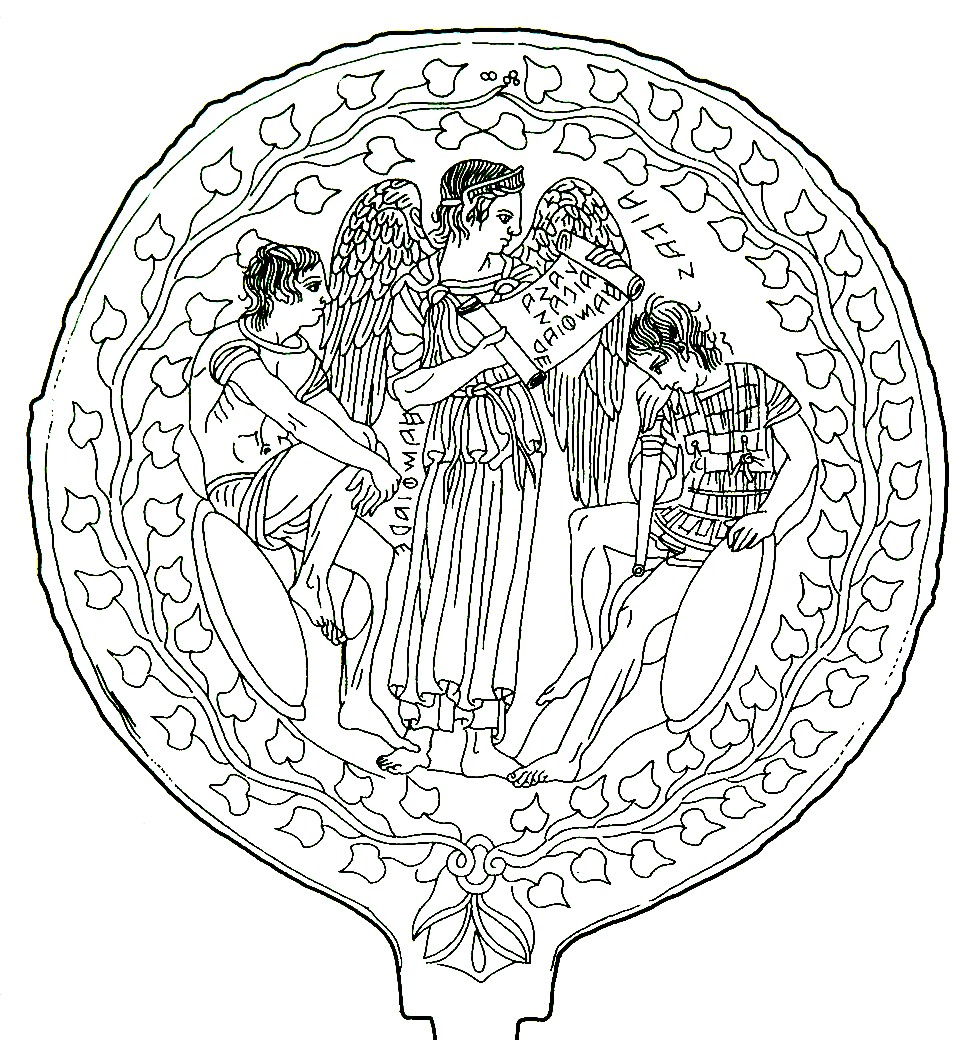
Zeichnung des Bronzespiegels

Der Spiegel besteht aus Bronze, einer Legierung aus Kupfer, die in der Antike weit verbreitet war. Der Spiegel ist 22,7 cm lang und der Durchmesser der nahezu kreisrunden Scheibe beträgt 16,3 cm. Das Gewicht des Spiegels beträgt 538 g. An unterem Ende des Spiegels war allem Anschein nach ein Griff befestigt, der nicht mehr erhalten ist. Die Vorderseite war glatt poliert, auf der Rückseite befindet sich eine Gravur.
Die Gravur zeigt eine Dreiergruppe von Personen, die von einer umlaufenden Blätterranke umrahmt wird. In der Mitte sieht man eine weibliche Figur, die aufgrund ihrer Flügel als Gottheit typisiert wird. Sie wendet sich mit einer Schriftrolle in Händen zwei Personen zu, die keine Attribute höherer Wesen aufweisen, aber durch ihre Kleidung und Ausrüstung als Krieger charakterisiert werden. Der linke Krieger trägt vermutlich einen Brustpanzer, der rechte einen Schuppen- oder Lamellenpanzer. Beide haben Schilder bei sich, an die sie sich jeweils anlehnen. Der rechte Krieger stützt sich zudem mit einem Schwert ab. Alle Personen erscheinen in Profilansicht.
Die dargestellten Krieger werden durch Inschriften jeweils mit Namen bezeichnet. Entsprechend den Schreibgewohnheiten der Etrusker sind die etruskischen Schriftzeichen spiegelverkehrt von rechts nach links eingeritzt. Die Transkription ergibt von links nach rechts folgende Namen:
HAMPHIARE – AIVAS
Auf der Schriftrolle sind ihre Namen nochmals zu lesen. Ergänzt wird die Inschrift auf der Schriftrolle durch die Bezeichnung der weiblichen Gottheit. Die Inschrift lautet:
LASA – AIVAS – HAMPHIARE
Bemerkenswert ist, dass die Lasa die Schriftrolle so hält, dass nicht sie, sondern der Betrachter die Inschrift lesen kann.

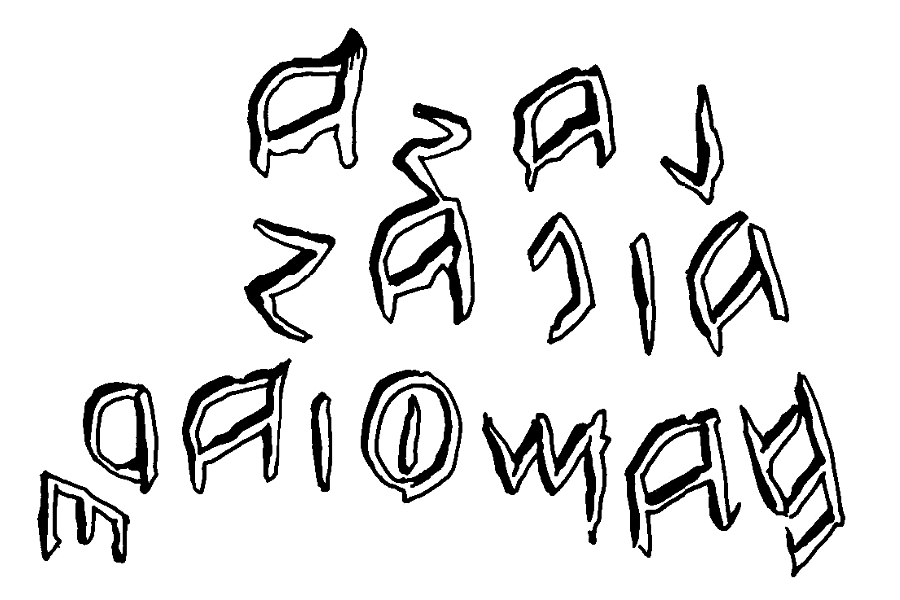
Inschrift LASA AIVAS HAMPHIARE auf der Schriftrolle

In der Mitte des Bildfelds steht also die Göttin Lasa, die den Kriegern Hamphiare und Aivas eine Mitteilung überbringt, die auf einer Schriftrolle festgehalten wird. Diese Botschaft scheint für die Krieger sehr bedrückend zu sein, da beide einen niedergeschlagenen Eindruck vermitteln. Hamphiare nimmt durch das Anziehen des Knies eine gebeugte Haltung ein und Aivas hält den Kopf tief gesenkt.
Der Bronzespiegel wurde sehr wahrscheinlich im nahe dem Tyrrhenischen Meer gelegenen Vulci entdeckt und befand sich zunächst im Besitz des deutschen Archäologen Emil Braun. 1847 erwarb das Britische Museum den Spiegel, der heute unter der Inventarnummer 1847,0909.4 ausgestellt wird.

## Deutung
Der Begriff Lasa scheint zunächst eine Gattung von niederen Gottheiten zu umfassen, die zum Gefolge der Liebesgöttin Turan zählten. Im Mythos und in der bildenden Kunst konnten die Lasen aber auch als Schicksalsgöttinnen in Erscheinung treten. Daher ist anzunehmen, dass die Lasa den Kriegern ihren Tod und ihr weiteres Schicksal mitteilt.
Man kann sich vorstellen, dass auf der Schriftrolle auch die Vorfahren und Verdienste der Verstorbenen aufgezählt werden, denn die Toten benötigten in der Unterwelt nicht nur einen Namen, sondern auch ihre Titel und Würden, um ihren richtigen Platz in der Gesellschaft der anderen Welt einzunehmen. Beispielgebend hierfür ist der Sarkophag des Laris Pulenas, der den Verstorbenen mit einer Schriftrolle zeigt, die seine Genealogie und seine Priesterämter dokumentiert.
Unklar ist, an welchem Ort sich die Verkündigungsszene abspielt. Es könnte sich um die diesseitige Welt handeln, aber es spricht einiges dafür, dass sich die Krieger bereits in der Unterwelt oder auf dem Weg dorthin befinden. Dann würde man an dieser Stelle die Unterweltgöttin Vanth erwarten, die zusammen mit Charun die Toten auf ihrer gefährlichen Reise ins Jenseits begleitet. Vielleicht traten die Lasen in dieser Epoche der etruskischen Sepulkralkultur auch als Unterweltgottheiten in Erscheinung, wie zahlreiche figurative Darstellungen von sogenannten Pseudo-Lasen vermuten lassen.

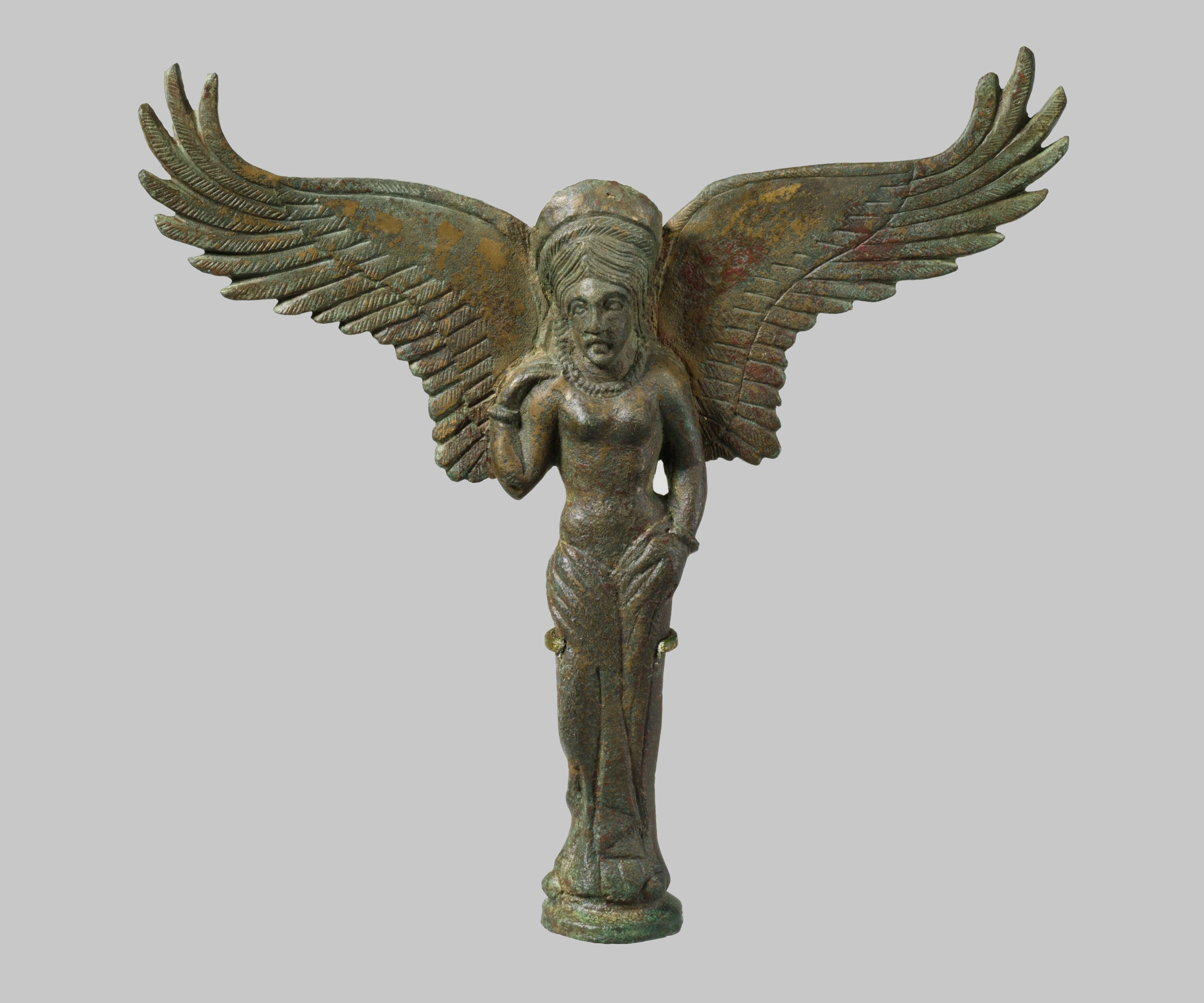
Als Pseudo-Lasa bezeichnete Unterweltgottheit (4. Jahrhundert v. Chr.)

Die Etrusker übernahmen in der bildenden Kunst zahlreiche Mythen und Figuren aus der griechischen Mythologie, wandelten diese ab und erfanden neue Szenen. Aivas entspricht Aias dem Lokrer, der im Trojanischen Krieg nach dem Fall der Stadt im Heiligtum Athenes die Priesterin Kassandra vergewaltigte. Athene, die eigentlich auf Seiten der Griechen stand, rächte sich wider Erwarten an Aias und ließ ihn mit seinem Leben bezahlen. Hamphiare entstammt einem vollkommen anderen Sagenkreis und entspricht dem Seher Amphiaraos, einem der Sieben gegen Theben. Amphiaraos wurde ebenfalls verraten, nämlich von seiner Ehefrau Eriphyle, die sich bestechen ließ und ihren Gatten zur Teilnahme am Krieg gegen Theben überredete, bei dem alle sieben Helden bis auf einen den Tod fanden.

## Hintergrund
Bronzespiegel dieser Art wurden zwischen dem 6. und 3. Jahrhundert v. Chr. angefertigt, mit einer Hauptproduktionszeit im 4. Jahrhundert v. Chr. Diese Spiegel, die sehr kostbar waren und frisch poliert wie Gold leuchteten, gehörten häufig zusammen mit dem Schmuck zum persönlichen Besitz von Frauen. Meist dienten diese Spiegel als Brautgeschenk anlässlich der Vermählung. Daher zeigen zahlreiche Spiegel mythologische Szenen, die sich auf Liebe und Familie beziehen. Nach dem Tod wurden die Spiegel den Verstorbenen mit in das Grab gegeben.
Dementsprechend ist es möglich, dass der Bronzespiegel von Vulci als Geschenk für eine Braut angefertigt wurde. Allerdings ist unklar, welche Bedeutung die dargestellte Szene für die Braut haben sollte. Auf Spiegeln sind griechische Mythen gelegentlich als Allegorie zu verstehen, die Mahnungen oder Verheißungen umfassen. Für die Etrusker scheint jedenfalls eine Verbindung zwischen dem Schicksal der beiden Helden zu bestehen, die bisher noch nicht geklärt werden konnte. Auch Rolle und Funktion der Lasa in dieser Szene bleiben rätselhaft.